# Kiryat Moshe

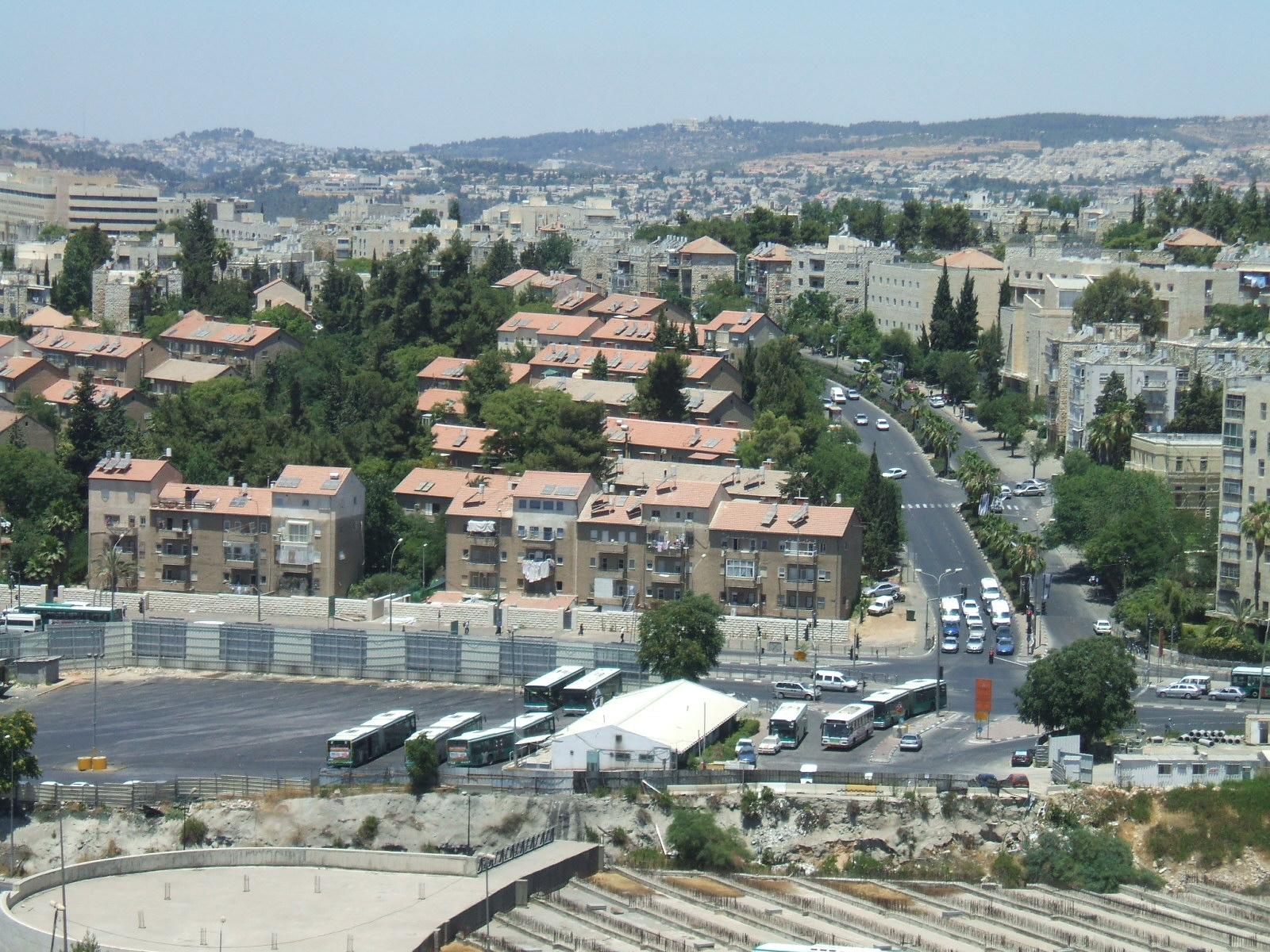
Kiryat Moshe com a Av. Herzl em destaque.

Kiryat Moshe (do hebraico קריית משה, trad. "Campo de Moisés") é um bairro em Jerusalém, Israel, na parte ocidental da cidade, com uma grande população sionista religiosa. Foi fundado em 1923 a partir do Moses Montefiore Endowment em Londres.
Kiryat Moshe abriga a yeshivá Merkaz HaRav e Mechon Meir. A Padaria Angel, considerada a maior padaria de Israel, mudou-se de Bayit VaGan para Kiryat Moshe em 1956.
Para o norte de Kiryat Moshe fica o bairro de Givat Shaul. Diretamente para o leste estão a Autopista Begin e o distrito governamental. Para o oeste está o valorizado bairro de Har Nof.